# New Ross
New Ross (irisch Ros Mhic Thriúin) ist eine Stadt im County Wexford im Südosten der Republik Irland.
Die Einwohnerzahl von New Ross Agglomeration wurde bei der Volkszählung 2022 mit 8610 Personen ermittelt, womit New Ross nach Wexford und Enniscorthy die drittgrößte Stadt des Countys ist.
New Ross liegt am River Barrow; die Brücke über den Fluss ist benannt nach Michael O’Hanrahan, einem in New Ross geborenen und nach dem Osteraufstand 1916 hingerichteten Freiheitskämpfer. 

## Wissenswertes
In Dunganstown, sechs Kilometer südlich von New Ross, befindet sich der irische Stammsitz der Kennedy-Familie, von wo aus während der Großen Hungersnot in Irland ein Patrick Kennedy nach Amerika aufbrach.
In New Ross liegt der originalgetreue Nachbau der Dunbrody von 1845, einer dreimastigen Bark, deren Original zwischen 1845 und 1851 während der Großen Hungersnot Emigranten nach Kanada und in die USA brachte.
Das Portal Tomb von Glencloghlea liegt etwa 2,4 km westlich von New Ross.

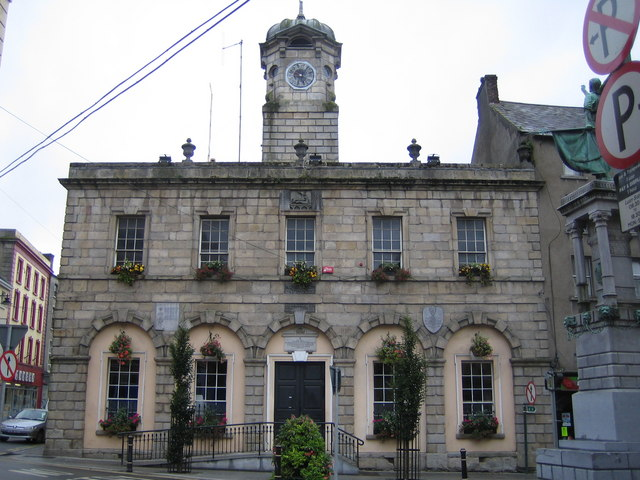
The Tholsel – einst Zollstation, heute Sitz des Town Councils
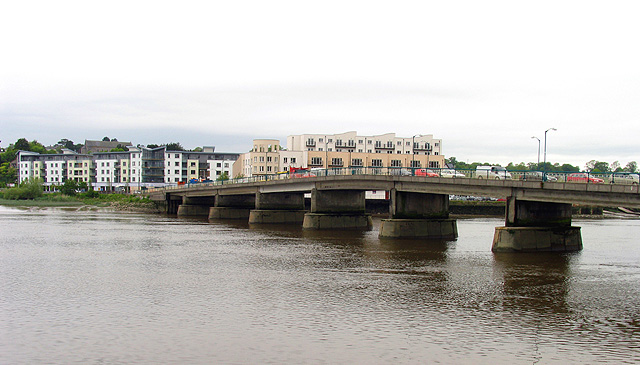
Brücke über den River Barrow in New Ross
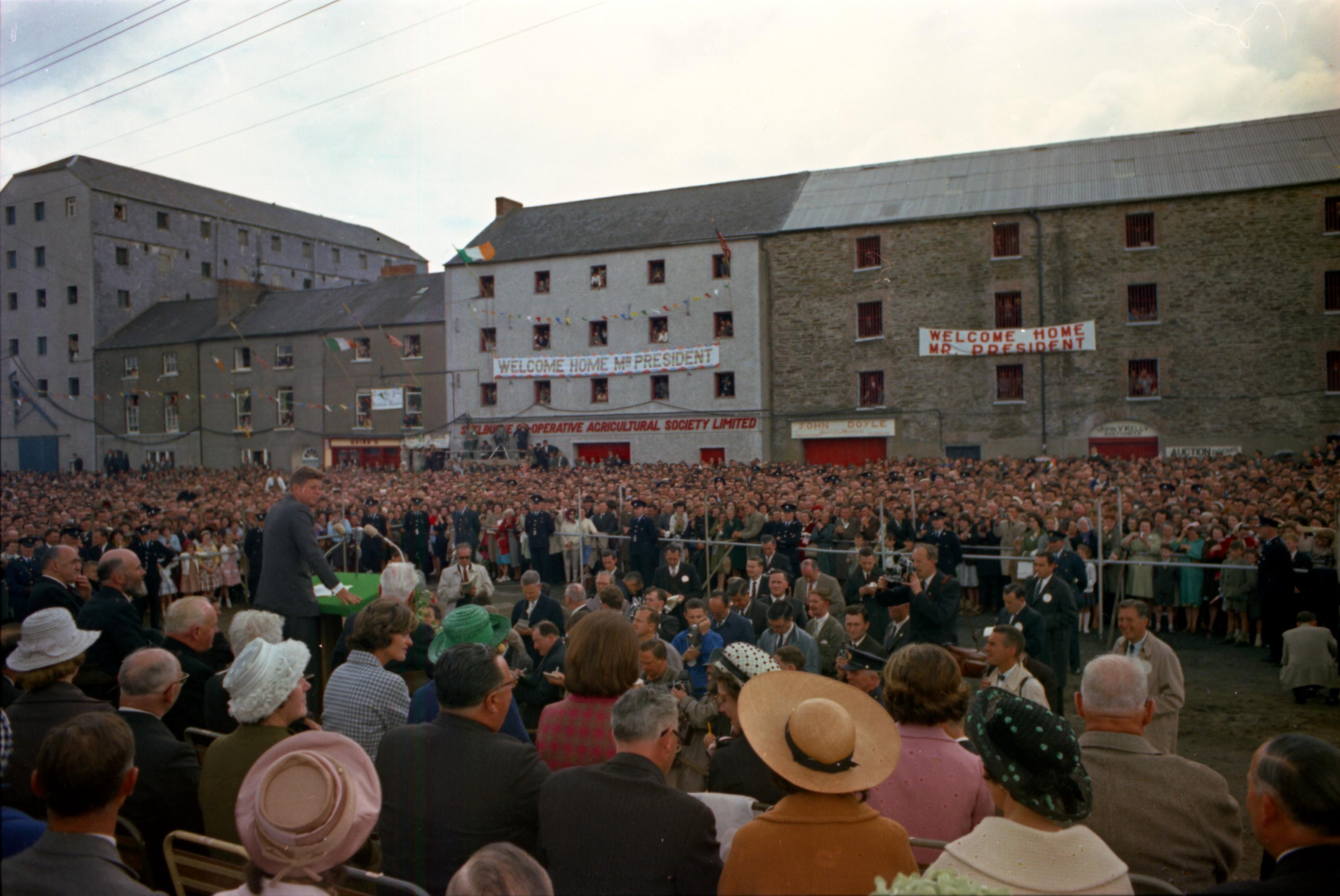
Besuch von John F. Kennedy in New Ross 1963
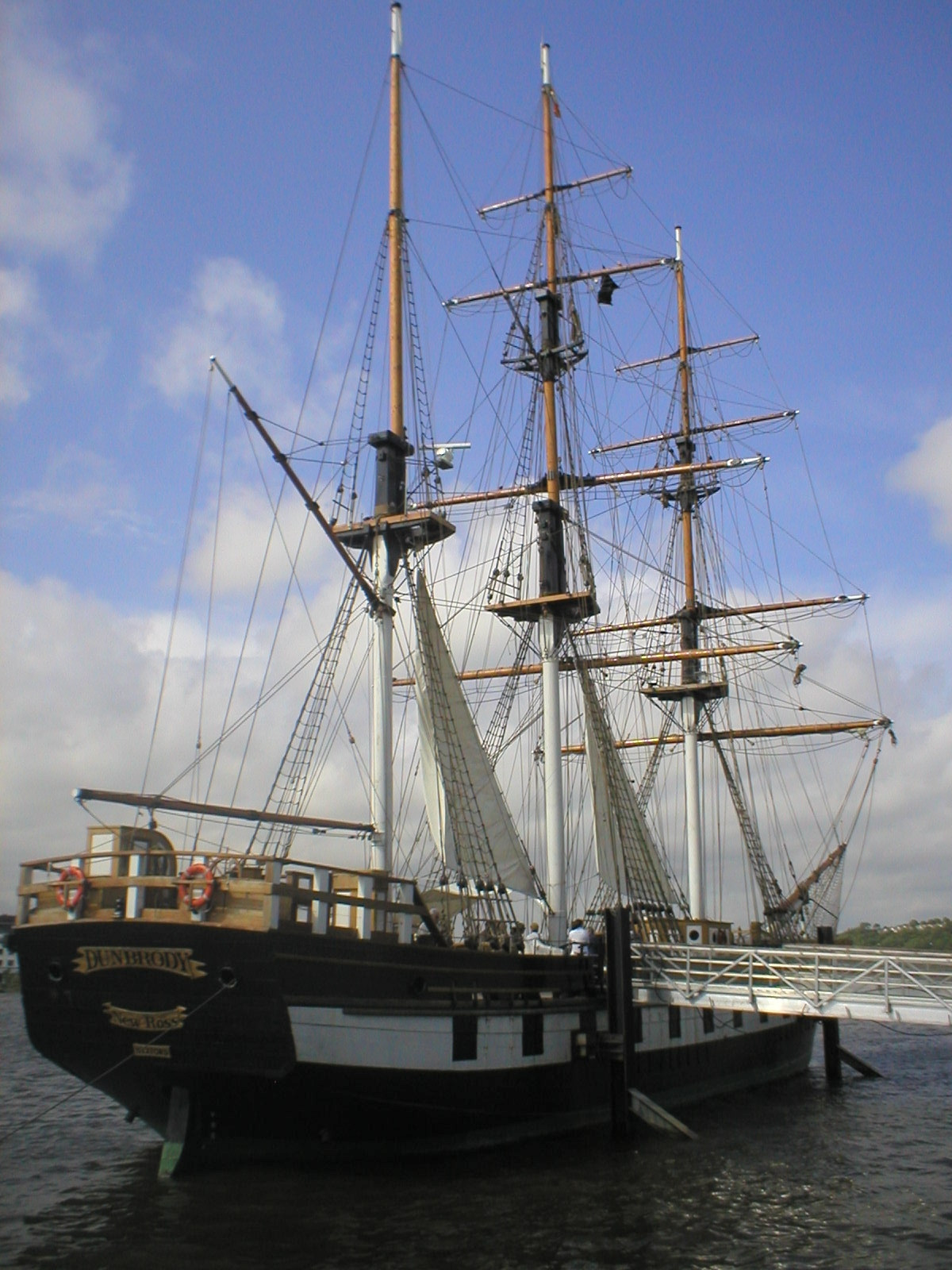
Replik der Bark Dunbrody

## Verkehr
New Ross liegt an der N25 zwischen Wexford und Waterford und ist über die N30 mit Enniscorthy verbunden.
An den Schienenverkehr in Irland ist New Ross nicht mehr angeschlossen. Wie fast überall in Irland, wird der größte Teil des überregionalen Personenverkehrs von Bus Éireann abgewickelt. 
In der Stadt befindet sich Irlands einziger Binnenhafen, 32 km vom Meer entfernt, am River Barrow gelegen.

## Partnerstädte
- Newcastle, Vereinigtes Königreich
- Moncoutant, Frankreich
- Hartford, Vereinigte Staaten

## In New Ross geboren
- Louis Michael Cullen (* 1932), Wirtschaftshistoriker, Diplomat und Hochschullehrer
- Jim Walsh (* 1947), Politiker (Fianna Fáil)
- Seán Connick (* 1963), Politiker
- Frank Ronan (* 1963), Schriftsteller
- Sophie Becker (* 1997), Sprinterin